# Bundesvision Song Contest 2006
La seconda edizione del Bundesvision Song Contest si è svolta il 9 febbraio 2006 presso la Mittelhessen-Arena di Wetzlar, nel länder, in seguito alla vittoria dei Juli nell'edizione precedente, e ha visto competere i 16 länder della Germania.
Il concorso si è articolato in un'unica finale condotta da Stefan Raab, Janin Reinhardt e Elton (quest'ultimo come inviato nella green room).
I vincitori sono stati i Seeed per il Berlino con il brano Ding.
Come è già accaduto nell'edizione precedente, 14 dei 16 Länder partecipanti si sono autoassegnati il massimo punteggio (12 punti), perché ci fu la possibilità di votare il proprio stato. Gli unici che non si sono auto assegnati i 12 punti sono stati la Renania Settentrionale-Vestfalia e la Sassonia, che si sono attribuiti rispettivamente 10 e 5 punti.
Lo show è stato trasmesso da ProSieben ed è stato visto da 2,48 milioni di persone con il 9,1% di share; nella fascia 14-49 anni i telespettatori sono stati 2,19 milioni con il 18,3% di share.

## Stati federali partecipanti
I partecipanti al concorso, ed i loro relativi brani, sono stati annunciati da Stefan Raab nel late show TV Total.
| Stato                            | Artista        | Brano               | Lingua             |
| -------------------------------- | -------------- | ------------------- | ------------------ |
| Amburgo                          | Olesoul        | Hamburg & Cologne   | Tedesco            |
| Assia (organizzatore)            | Nadja Benaissa | Ich hab' dich       | Tedesco            |
| Baden-Württemberg                | Massive Töne   | Mein Job            | Tedesco            |
| Bassa Sassonia                   | Marlon         | Was immer du willst | Tedesco            |
| Baviera                          | TipTop         | TipTop              | Tedesco            |
| Berlino                          | Seeed          | Ding                | Tedesco            |
| Brandeburgo                      | Diane          | Hast du kurz Zeit?  | Tedesco            |
| Brema                            | Revolverheld   | Freunde bleiben     | Tedesco            |
| Meclemburgo-Pomerania Anteriore  | Pyranja        | Nie wieder          | Tedesco            |
| Renania-Palatinato               | 200 Sachen     | Sekt zum Frühstück  | Tedesco            |
| Renania Settentrionale-Vestfalia | AK4711         | Kein schönerer Land | Tedesco            |
| Saarland                         | Reminder       | Augen zu (und rein) | Tedesco            |
| Sassonia                         | Die Raketen    | Popsong             | Tedesco            |
| Sassonia-Anhalt                  | Toni Kater     | Liebe ist           | Tedesco            |
| Schleswig-Holstein               | TempEau        | Schöner Tag         | Tedesco            |
| Turingia                         | In Extremo     | Liam                | Irlandese, tedesco |

## Finale
| N° | Länder                           | Artista        | Brano               | Punti | Posizione |
| -- | -------------------------------- | -------------- | ------------------- | ----- | --------- |
| 01 | Renania Settentrionale-Vestfalia | AK4711         | Kein schönerer Land | 6     | 16°       |
| 02 | Bassa Sassonia                   | Marlon         | Was immer du willst | 59    | 6°        |
| 03 | Saarland                         | Reminder       | Augen zu (und rein) | 17    | 13°       |
| 04 | Baden-Württemberg                | Massive Töne   | Mein Job            | 47    | 9°        |
| 05 | Sassonia-Anhalt                  | Toni Kater     | Liebe ist           | 12    | 14°       |
| 06 | Turingia                         | In Extremo     | Liam                | 134   | 3°        |
| 07 | Renania Palatinato               | 200 Sachen     | Sekt zum Frühstück  | 18    | 12°       |
| 08 | Sassonia                         | Die Raketen    | Popsong             | 10    | 15°       |
| 09 | Brandeburgo                      | Diane          | Hast du kurz Zeit?  | 35    | 10°       |
| 10 | Baviera                          | TipTop         | TipTop              | 53    | 7°        |
| 11 | Schleswig-Holstein               | TempEau        | Schöner Tag         | 26    | 11°       |
| 12 | Amburgo                          | OleSoul        | Hamburg & Cologne   | 70    | 5°        |
| 13 | Meclemburgo-Pomerania Anteriore  | Pyranja        | Nie wieder          | 50    | 8°        |
| 14 | Brema                            | Revolverheld   | Freunde bleiben     | 136   | 2°        |
| 15 | Assia                            | Nadja Benaissa | Ich hab' dich       | 104   | 4°        |
| 16 | Berlino                          | Seeed          | Ding                | 151   | 1°        |

## Punti assegnati
| Renania Settentrionale-Vestfalia | 6   | 5  |    |    |    |    |    |    |    |    |    |    | 1  |    |    |    |    |
| Bassa Sassonia                   | 59  | 4  | 12 | 1  | 3  | 5  | 5  | 1  | 2  | 3  | 3  | 1  | 3  | 3  | 5  | 3  | 5  |
| Saarland                         | 17  |    |    | 12 |    |    |    | 5  |    |    |    |    |    |    |    |    |    |
| Baden-Württemberg                | 47  | 2  | 4  | 4  | 12 |    | 4  | 3  |    | 1  | 5  | 3  | 2  |    | 2  | 4  | 1  |
| Sassonia-Anhalt                  | 12  |    |    |    |    | 12 |    |    |    |    |    |    |    |    |    |    |    |
| Turingia                         | 134 | 8  | 7  | 7  | 8  | 10 | 12 | 8  | 12 | 8  | 8  | 7  | 6  | 7  | 8  | 8  | 10 |
| Renania-Palatinato               | 18  |    |    |    | 1  |    |    | 12 |    |    |    |    |    |    |    | 5  |    |
| Sassonia                         | 10  |    |    |    |    |    |    |    | 10 |    |    |    |    |    |    |    |    |
| Brandeburgo                      | 35  |    | 1  |    |    | 3  | 2  |    | 4  | 12 | 1  |    |    | 5  |    | 1  | 6  |
| Baviera                          | 53  | 3  | 3  | 2  | 4  | 2  | 6  | 2  | 5  | 4  | 12 | 2  |    | 2  | 1  | 2  | 3  |
| Schleswig-Holstein               | 26  |    |    | 3  |    |    |    |    |    |    |    | 12 | 7  | 1  | 3  |    |    |
| Amburgo                          | 70  | 6  | 5  | 5  | 5  | 1  | 3  | 4  | 1  | 2  | 4  | 6  | 12 | 4  | 4  | 6  | 2  |
| Meclemburgo-Pomerania Anteriore  | 50  | 1  | 2  |    | 2  | 4  | 1  |    | 3  | 5  | 2  | 4  | 4  | 12 | 6  |    | 4  |
| Brema                            | 136 | 10 | 10 | 8  | 7  | 8  | 10 | 7  | 7  | 7  | 7  | 10 | 10 | 8  | 12 | 7  | 8  |
| Assia                            | 104 | 7  | 6  | 6  | 6  | 6  | 7  | 6  | 6  | 6  | 6  | 5  | 5  | 6  | 7  | 12 | 7  |
| Berlino                          | 151 | 12 | 8  | 10 | 10 | 7  | 8  | 10 | 8  | 10 | 10 | 8  | 8  | 10 | 10 | 10 | 12 |